# Karadihalli, Molakalmuru
Karadihalli là một làng thuộc tehsil Molakalmuru, huyện Chitradurga, bang Karnataka, Ấn Độ.